# Mujahid Zoltán
Mujahid Zoltán (Karacsi, Pakisztán, 1979. augusztus 8.) pakisztáni származású magyar énekes, énektanár, a Megasztár első szériájának döntőse.

## Élete
Pakisztánban született, édesapja Iqbal Mujahid pakisztáni, édesanyja Somogyi Klára. Testvérei: Tamás (Altamash), Attila és Aneela.
Zoltán már ötéves korában indiai zenét tanult szülővárosában, pár évvel később már eredményes helyezéseket ért el az ottani tehetségkutató versenyeken. Tizenegy éves volt mikor édesanyjával, két öccsével és húgával Budapestre költöztek, itt tanult meg magyarul is.
Általános iskolai tanulmányaival párhuzamosan a Weiner Leó Zeneiskola és Zeneművészeti Szakközépiskolában komolyzenei zongorát tanult. 1995-től az iskolájában létrehozott Petőfi Musical Stúdió egyik alapító tagjaként főszerepet játszott először a Mária evangéliuma, majd A padlás, A dzsungel könyve és a Dr. Hertz c. darabokban. A dzsesszénekkel tizenhét évesen kezdett komolyabban foglalkozni, Kósa Zsuzsa tanárnőnél. 2000-ben érettségizett a Petőfi Sándor Általános Iskola, Gimnázium és Szakközépiskolában, majd felvették a Dr. Lauschmann Gyula Zeneművészeti Jazz Konzervatóriumba, ahol 2003-ban fejezte be tanulmányait. Ezután sikeres felvételt nyert a Liszt Ferenc Zeneművészeti Egyetem jazz-tanszakára, ahol 2008-ban diplomázott.
2003-ban a Megasztár első szériájában tűnt fel, a döntőig jutott. Jelenleg éneket tanít egy zeneiskolában és mellette új nagylemezén is dolgozik.
2012 augusztusában nyilvánosan felvállalta, hogy homoszexuális.
2014 decemberében az énekes bekerült A Dal eurovíziós nemzeti dalválasztó show 2015-ös elődöntőjébe Beside You című dalával.

## Lemezei
- Első vallomás (nagylemez, 2005)
- Első hó (kislemez, 2008)
- Túlélő (kislemez, 2010)
- Három év (kislemez, 2012)